# Chinook

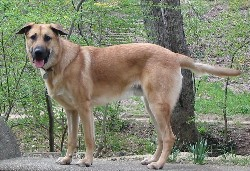

Chinook-ul este o rasă nordică, provenind dintr-un singur strămoș născut în anul 1917, Chinook, ai cărui părinți au fost Husky siberian și metis de Saint-Bernard. Urmașii lui Chinook i-au moștenit culoarea, talia și inteligența. Chinook și urmașii săi au fost folosiți pentru tracțiune în expediția în Antarctica a Amiralului Byrd din anul 1929, stabilind recorduri la sanie de distanță, greutate și viteză. Din păcate, Chinook și-a pierdut viața în acea expediție. Rasa aproape a dispărut în anii 1980 când nu mai existau decât 11 câini buni de reproducție, dar în ultimii ani numărul lor a crescut.

## Descriere fizică
Chinook este un câine de talie medie spre mare, mai mult lung decât înalt. Are un craniu lat, bot conic, ochi migdalați maronii: urechile pot fi purtate erecte, semi-erecte sau lăsate. Are o coadă asemănătoare cu o sabie și picioare bine acoperite de blană și cu membrană interdigitală. Blana dublă groasă este maro-roșcată cu pete maro-roșcate până la negru pe urechi și pe bot. Are o înălțime cuprinsă între 53-69 cm și o greutate între 25-35 kg. Câinii din această rasă sunt loiali, muncitori și versatili. Sunt prietenoși și calmi, retrași, dar neagresivi cu străinii. Câinii sunt inteligenți, alerți și ușor de dresat, dar se maturizează încet. Se înțeleg bine cu copiii și cu alte animale. Este un câine liniștit, nu prea activ, însă nici prea leneș.

## Locuința
Cea mai potrivită familie este una activă, într-un mediu rural sau suburban. Nevoi speciale: mișcare, curte îngrădită, periaj, stil de viață de interior, socializare, dresaj. Posibile probleme de sănătate: cataracta, criptorhidism, displazie, convulsii, probleme cutanate.